# Shamrock IV
El Shamrock IV era un veler que fou dissenyat pel britànic Charles Ernest Nicholson per al magnat Sir Thomas Lipton. Va participar en l'America's Cup el 1920 però no va assolir cap títol. Després de romandre més de deu anys inutilitzat en un dic sec, el veler fou destruït el 1932.

## Buc
De fusta laminada en tres capes. Les dues interiors en diagonal i la capa exterior en llates disposades longitudinalment. L'estructura interna era mixta, amb quadernes alternades d'alumini colat Navaltum i caoba.